# Monster Pies
Monster Pies es una película dramática australiana dirigida por Lee Galea y estrenada en 2013. El filme se centra en Mike (Tristan Barr) y Will (Lucas Linehan), dos estudiantes de secundaria que se enamoran uno del otro durante un proyecto escolar.

## Sinopsis
En un monótono suburbio australiano, dos jóvenes estudiantes de secundaria, Mike y Will, son emparejados en clase para reinterpretar el clásico de Romeo y Julieta. Mike, un joven brillante y distante, y Will, un misterioso estudiante nuevo, deciden transformar la obra en una historia de terror, filmando una escena clave en el patio trasero. Entre disfraces y cámaras, su proyecto los acerca y revela sus propios miedos y deseos, poniendo en duda hasta su propia identidad sexual.

## Reparto
- Tristan Barr es Mike
- Lucas Linehan es Will
- Jeremy Kewley es el señor Allen
- Petra Salsjo es Ursula
- Scott Brennan es el señor Scott
- Rohana Hayes es Jacquelyn
- Marcel Reluctant es Marv
- Katrina Maree es Jenine
- Marlene Magee es Anne

Fuente:

## Producción y estreno
El cineasta Lee Galea contó que escribió la historia de la película cuando tenía quince años y se encontraba estudiando la obra clásica de Romeo y Julieta. El filme se realizó con un bajo presupuesto de apenas 30 000 dólares; el actor Lucas Linehan financió parte del proyecto de su propio bolsillo. Galea ofició como director, guionista, editor y productor ejecutivo, mientras que Michael Allen aportó la música y Daniel von Czarnecki se encargó de la fotografía. Linehan también se desempeñó como productor ejecutivo.
Se estrenó en el marco del Melbourne Queer Film Festival de 2013, donde ganó el premio de la audiencia a mejor largometraje.

## Recepción
Para David Lamble del periódico LGBTI The Bay Area Reporter, Monster Pies es «una historia fabulosamente oscura sobre la mayoría de edad de un adolescente de la muy talentosa cineasta queer australiana Lee Galea». En el sitio DVD Talk, Matt Hinrichs opinó que el guion de Galea es demasiado melodramático, pero al mismo tiempo elogió la labor de la dupla protagonista: «Los dos actores principales son geniales, y los espectadores casuales interesados en los dramas con temática gay harían bien en verla».
Por su parte, Florence Hinton del portal Renowned for Sound recomendó el filme «a aquellos que son pacientes con sus personajes y escenarios, y que buscan una catarsis emocional de tristeza». Tim Isaac de Big Gay Picture Show afirmó: «Es una dulce y conmovedora historia de adolescentes homosexuales que crea un romance lindo y creíble entre dos chicos, pero a veces es un poco melodramática. Un poco más de profundidad habría ayudado a que se sintiera como si realmente se estuviera ganando la emoción que provoca».